# Lophotarsia uniformis
Lophotarsia uniformis är en fjärilsart som beskrevs av Emilio Berio 1966. Lophotarsia uniformis ingår i släktet Lophotarsia och familjen nattflyn. Inga underarter finns listade i Catalogue of Life.